# Ban (landvoogd)
Ban is een titel die tussen de 7e en 20e eeuw in verscheidene Zuidoost-Europese staten werd gebruikt. Ban is vergelijkbaar met landvoogd.

## Naam
De naam "ban" komt van het Zuid-Slavische ban "heer, meester, heerser", dat weer komt van het Perzische woord ban "prins, heer, chef, gouverneur", dat een verband heeft met het woord pati uit het Sanskriet "bewakers, beschermers". Anderen denken dat de titel komt van het Sarmatische bajan; ook het Turks-Mongoolse khan lijkt hierop. Andere bronnen zeggen dat het een Illyrische oorsprong heeft, en dus zou komen van de Illyrische naam Banius, welke nog gevonden wordt op Illyrische overblijfselen in Bosnië. 
Tegenwoordig kan de naam gevonden worden in sommige plaatsnamen en overheidsgebouwen. De presidentiële gebouwen in Zagreb, Kroatië, worden Banski Dvori genoemd ofwel het Hof van de Ban.

## Gebruik van de titel
De titel werd eerst gebruikt voor de lokale landbeheerders in Zuid-Slavische gebieden (Kroatië en Bosnië-Herzegovina) in de vroege Middeleeuwen. De titel Ban werd daarna gebruikt in het historische Koninkrijk Kroatië en koninkrijk Hongarije waartoe Kroatië als deelstaat behoorde via de Pacta Conventa. De oudste schriftelijke bron over de titel Ban is terug te vinden in de De Administrando Imperio geschreven door Constantijn VII Porphyrogennitos, keizer van het Byzantijnse Rijk van 913 tot 957. In dit boek wijdde Constantijn VII Porphyrogennitos een hoofdstuk aan de Kroaten en de organisatie van hun staat onder leiding van een ban, met name leider van de gebieden Krbava, Lika and Gacka. Alhoewel gebruikt door naburige staten, is de titel ban vanaf de 7e eeuw tot de 20e eeuw verbonden met Kroatië. De laatste feitelijke Kroatische ban was Antun Mihalovic van 1917 tot 1918. Hiermee eindigde een cyclus van 10 eeuwen. De titel Ban werd tussen 1929 en 1941 kort gerestaureerd in het koninkrijk Joegoslavië waar Kroatië als Banovina (deelstaat onder leiding van een ban) gold.
In de 14e eeuw verscheen de titel in Walachije, waar het gebruikt werd tot 1831, in het vorstendom Moldavië, het koninkrijk Servië en (veel) later ook nog in het koninkrijk Joegoslavië, tussen 1929 en 1941. Het gebied dat door een ban geregeerd werd heette banaat of Banovina. In het hedendaagse Kroatië alsook Bosnië-Herzegovina refereren tal van plaatsnamen en namen van regio's aan het tijdperk van de bans. De streken Banija en Banovina zijn bestuurlijke regio's in de republiek Kroatië en de stad Banja Luka in Bosnië-Herzegovina.